# Fausto Rossi
Fausto Rossi (Turijn, 3 december 1990) is een Italiaans voetballer die bij voorkeur als centrale middenvelder speelt. Hij wordt momenteel door Juventus uitgeleend aan het Spaanse Real Valladolid.

## Clubcarrière
Rossi komt uit de jeugdopleiding van Juventus. Tussen 2010 en 2012 kwam hij uit voor Vicenza Calcio. In januari 2012 werd hij voor anderhalf miljoen euro uitgeleend aan Brescia Calcio. Tijdens het seizoen 2013/14 wordt hij uitgeleend aan het Spaanse Real Valladolid. Op 8 mei 2014 scoorde hij zijn eerste doelpunt in de Primera División tegen FC Barcelona.

## Interlandcarrière
Rossi speelde voor Italië -17 en Italië -20. In 2011 debuteerde hij voor Italië -21, waarvoor hij 25 caps behaalde. Met die laatste jeugdploeg nam hij deel aan het Europees kampioenschap 2013 in Israël, waar Jong Italië in de finale met 4-2 verloor van de leeftijdgenoten uit Spanje.